# Пониковицька сільська рада
Пониковицька сільська рада — орган місцевого самоврядування у Бродівському районі Львівської області з адміністративним центром у селі Пониковиця.

## Розташування
Пониковицька сільська рада розташована в східній частині Львівської області, в західному напрямі від районного центру міста Броди.

## Загальні відомості
Пониковицька сільська рада утворенна в 1939 року. Населення — 3404 осіб.
Загальна територія Пониковицької сільської ради — 7793,4 га.

## Населені пункти
Сільській раді підпорядковані 6 населених пунктів.
| № | Назва населеного пункту | Населення | Площа, км² | Густота населення | Дата заснування |
| - | ----------------------- | --------- | ---------- | ----------------- | --------------- |
| 1 | с. Пониковиця           | 1565      | 3,528      | 443,59            | 1511            |
| 2 | с. Глушин               | 276       | 1,529      | 180.510           | 600             |
| 3 | с. Голосковичі          | 530       | 1,993      | 265.930           | 1515            |
| 4 | с. Ковпин Ставок        | 283       | 0,857      | 330,22            | 600             |
| 5 | с. Косарщина            | 76        | 0,542      | 140,22            | 600             |
| 6 | с. Суходоли             | 674       | 1,346      | 500,74            | 600             |

## Склад ради
Рада складається з 20 депутатів та голови.

### Керівний склад ради
| ПІБ                       | Основні відомості                                      | Дата обрання | Дата звільнення |
| ------------------------- | ------------------------------------------------------ | ------------ | --------------- |
| Добош Василь Миколайович  | Сільський голова, 1973 р.н., освіта вища, безпартійний | 26.03.2006   | 31.10.2010      |
| Бенедик Галина Миколаївна | Сільський голова, 1965 р. н., освіта вища, безпартійна | 31.10.2010   |                 |

Примітка: таблиця складена за даними джерела